# Xenosoma pericopinae
Xenosoma pericopinae är en fjärilsart. Xenosoma pericopinae ingår i släktet Xenosoma och familjen björnspinnare. Inga underarter finns listade i Catalogue of Life.